# Graphops floridana
Graphops floridana är en skalbaggsart som beskrevs av Blake 1955. Graphops floridana ingår i släktet Graphops och familjen bladbaggar.

## Underarter
Arten delas in i följande underarter:
- G. f. floridana
- G. f. borealis